# Edgardo Zayas
Edgardo Zayas (geboren 20. August 1964 in Ponce, Puerto Rico als Edgardo Zayas Martínez; gestorben 29. November 2017 in Wuppertal, Deutschland) war ein aus Puerto Rico stammender Opern- und Konzertsänger sowie Gesangspädagoge und gilt als einer der bedeutendsten puerto-ricanischen Tenöre und als Vertreter der italienischen Belcanto Gesangsschule. Er lebte in Puerto Rico, New York City und zuletzt in Wuppertal in Deutschland.

## Biografie

### Ausbildung
Zayas begann seine musikalische Ausbildung an der Universität von Puerto Rico und setzte diese zunächst am Konservatorium von Puerto Rico bei Maria Esther Robles und später bei Patricia McCafrey und Beverley Peck Johnson von der Juilliard School of Music in New York fort. Als Finalist ging er aus dem Metropolitan Opera Competition im Jahre 1994 und dem Angelica-Catalani-Wettbewerb in Italien hervor. Daraufhin wurde er zu Konzerten in ganz Italien eingeladen. Er war Stipendiat an der Hochschule für Musik in Wien und Mitglied des dortigen Opernstudios. Ferner wurde er von namhaften Vertretern des Belcanto, wie Renata Scotto, unterrichtet.

### Oper
Schon in jungen Jahren stand Zayas als Mitglied des Teatro de la Ópera und der Opera de Puerto Rico auf der Bühne als Beppo in Pagliacci, in mehreren Aufführungen mit Plácido Domingo und Mirella Freni, als Graf Almaviva in Il barbiere di Siviglia als Partner von Cecilia Bartoli, als Ramiro in La Cenerentola, als Edgardo in Lucia di Lammermoor mit Sumi Jo, als Don Ottavio in Don Giovanni, als Ferrando in Così fan tutte, als Naraboth in Salome mit Julia Migenes-Johnson und Leonie Rysanek und als Cassio in Otello wiederum mit Plácido Domingo und Mirella Freni.
Darauf folgend war Edgardo Zayas an vielen Opernhäusern in den USA, Mittel- und Südamerika sowie in Europa vor allem für das lyrische bzw. Koloratur Belcanto-Repertoire engagiert.
Unter anderem war er als Alfredo in La traviata und als Rodolfo in La Bohème für drei Spielzeiten an der New York City Opera on Tour engagiert oder als Cassio in Otello an der Washington Opera und an der Palm Beach Opera. In Thessaloniki und Athen sang er Rodolfo in La Bohème. Bei den Bregenzer Festspielen in Österreich verkörperte er bei fünf Aufführungen die Rolle des Alfredo in La traviata.
Von 2001 bis 2005 war er Ensemblemitglied der Wuppertaler Bühnen, wo er für Rollen wie Ramiro in La Cenerentola, Graf Almaviva in Il barbiere di Siviglia, Ferrando in Così fan tutte, Conte di Libenskof und Cavalier Belfiore in Il viaggio a Reims, Bazzotto in Il buon marito, Don Narciso in Il turco in Italia, den Herzog von Mantua in Rigoletto, Alfred in der Fledermaus und die Titelrolle in Werther besetzt war.
Danach gastierte er u. a. im Jahre 2006 als Alain in der deutschen Erstaufführung von Grisélidis am Theater Lübeck sowie als Werther in Werther am Mecklenburgischen Staatstheater in Schwerin, oder 2012 als Rinuccio in Gianni Schicchi am Theater Ulm und am Theater Dortmund.

### Konzert
Im Konzertfach trat Edgardo Zayas unter anderem in Carl Orffs Carmina Burana und Gioachino Rossinis Stabat Mater mit dem Orquesta Nacional de Costa Rica auf. Ferner sang er in Puerto Rico, Costa Rica und den USA in Ludwig van Beethovens Neunter Sinfonie, sowie in Mozarts Requiem oder seiner Messe in c-Moll. Mit Giuseppes Verdis Messa da Requiem war er in Puerto Rico, Costa Rica, den USA sowie in Bukarest, Rumänien zu hören. In der Kölner Philharmonie war er im Miserere von Gioachino Rossini zu hören.

### Gesangspädagoge
Als Gesangspädagoge war Edgardo Zayas ein gefragter Lehrer. Bei seinem Unterrichten, das er mit großer Leidenschaft pflegte, vermittelte er in intensiver Arbeit seinen Schülern Technik und Stil des Belcanto. So unterrichtete er unter anderem auch in Form von Kursen an der Interamerican University San Gemán in Puerto Rico, am The Israel Vocal Art Institute in Tel Aviv oder als Dozent der Opernwerkstatt am Conservatorio de Música de Puerto Rico.

## Partien (Auswahl)
- Georg Anton Benda: Il buon marito (Bazzatto)
- Gaetano Donizetti: L’elisir d’amore (Nemorino)
- Gaetano Donizetti: Lucia di Lammermoor (Edgardo)
- Charles Gounod: Faust (Faust)
- Jules Massenet: Grisélidis (Alain)
- Jules Massenet: Werther (Werther)
- Ruggero Leoncavallo: Pagliacci (Beppo)
- Wolfgang Amadeus Mozart: Die Zauberflöte (Tamino)
- Wolfgang Amadeus Mozart: Don Giovanni (Don Ottavio)
- Wolfgang Amadeus Mozart: Così fan tutte (Ferrando)
- Wolfgang Amadeus Mozart: La finta giardiniera (Don Anchise)
- Giacomo Puccini: Gianni Schicchi (Rinuccio)
- Giacomo Puccini: La Bohème (Rodolfo)
- Giacomo Puccini: Tosca (Cavaradossi)
- Gioachino Rossini: Il barbiere di Siviglia (Graf Almaviva)
- Gioachino Rossini: Il turco in Italia (Don Narciso)
- Gioachino Rossini: Il viaggio a Reims (Conte di Libenskof / Cavalier Belfiore)
- Gioachino Rossini: La Cenerentola (Don Ramiro)
- Johann Strauß: Die Fledermaus (Alfred)
- Richard Strauss: Salome (Naraboth)
- Giuseppe Verdi: Falstaff (Fenton)
- Giuseppe Verdi: La traviata (Alfredo)
- Giuseppe Verdi: Luisa Miller (Rodolfo)
- Giuseppe Verdi: Otello (Cassio)
- Giuseppe Verdi: Rigoletto (Duca di Mantua)
- Giuseppe Verdi: Un ballo in maschera (Ricardo)